# Флороглюцин
Флороглюци́н (1,3,5-тригидроксибензол) — трёхатомный фенол. Представляет собой бесцветные кристаллы, сладкие на вкус. Растворим в этиловом спирте, эфире, ацетоне, трихлорметане, пиридине. В воде растворим слабо (1,13 г/100 мл при 35 °C). Образует дигидрат с температурой плавления 116—117 °C. Безводный флороглюцин плавится при 223 °C, при дальнейшем повышении температуры возгоняется с разложением.
Проявляет кето-енольную таутомерию. Предельным таутомером про всем трём функциональным группам является 1,3,5-триоксоциклогексан. Водным раствором карбоната (или гидрокарбоната) натрия при комнатной температуре карбоксилируется до 2,4,6-тригидроксибензойной (флороглюцинкарбоновой) кислоты.
Получают путём гидролиза хлоргидрата 1,3,5-триаминобензола при 108 °С в растворе соляной кислоты.
В природе входит в состав флавонов и катехинов в виде гликозидов. В частности, находится в составе флавоновых и антоциановых пигментов, придающих окраску цветам. Название вещества обусловлено именно его распространённостью в растениях (флоро-) и сладким вкусом (-глюцин).
Применяют для качественного и количественного определения пентоз и пентозанов. Фурфурол, выделяющийся при гидролизе пентоз в присутствии соляной кислоты, образует с флороглюцином красный, нерастворимый в воде осадок.
Флороглюцин даёт с хлоридом железа(III) сине-фиолетовую окраску (в отличие от 1,2,4-триоксибензола, который в этих условиях даёт сине-зелёное окрашивание).
Используется в фотоэмульсиях, как вулканизирующий реагент для каучуков, в синтезе лекарственных препаратов.